# Call Me Irresponsible
Call me Irresponsible is het derde studioalbum van de Canadese zanger Michael Bublé. Op het album staat onder andere de hit Everything, die in Nederland de top 10 van de hitlijsten bereikte.
Op het album staan veel klassiekers die in een nieuw jasje zijn gestoken. Het album kwam na de release, begin mei 2007, binnen op nummer 1 in de Nederlandse Album Top 100. Call me Irresposible bezet vervolgens negen weken de koppositie. Het schijfje verbleef 78 weken in de albumlijst hangen en verdween in oktober 2008. In de zomer van 2009 kwam Call me Irresposible opnieuw binnen. Dit verblijf bleef echter van korte duur (1 week). Wereldwijd is het album al 1,7 miljoen keer over de toonbank gegaan.
In april 2007 kregen leden van de fanclub van Bublé al een exclusieve voorproef op het album, en konden ze de videoclip zien van de tweede single Lost.

## Tracklist
| 1.                 | The best is yet to come                   | Cy Coleman, Carolyn Leigh                      | 3:05 |
| 2.                 | It had better be tonight (Meglio Stasera) | Henry Mancini, Johnny Mercer, Franco Migliacci | 3:06 |
| 3.                 | Me and Mrs. Jones                         | Leon Huff, Kenneth Gamble, Gary Gilbert        | 4:33 |
| 4.                 | I'm your man                              | Leonard Cohen                                  | 4:59 |
| 5.                 | Comin' home baby (met Boyz II Men)        | Robert Dorough, Ben Tucker                     | 3:27 |
| 6.                 | Lost                                      | Michael Bublé, Jann Arden, Alan Chang          | 3:40 |
| 7.                 | Call me irresponsible                     | Sammy Cahn, Jimmy van Heusen                   | 3:16 |
| 8.                 | Wonderful tonight (met Ivan Lins)         | Eric Clapton                                   | 4:12 |
| 9.                 | Everything                                | Michael Bublé, Alan Chang, Amy Foster-Gillies  | 3:33 |
| 10.                | I've got the world on a string            | Harold Arlen, Ted Koehler                      | 2:47 |
| 11.                | Always on my mind                         | Mark James, Wayne Carson, John Christopher     | 4:30 |
| 12.                | That's life                               | Kelly Gordon, Dean Thompson                    | 4:15 |
| 13.                | Dream                                     | Johnny Mercer                                  | 5:06 |
| Totale duur: 50:23 |                                           |                                                |      |